# The Wild Women of Wongo
Pour plus de détails, voir Fiche technique et Distribution.
The Wild Women of Wongo est un film américain, sorti en 1958.

## Fiche technique
- Titre : The Wild Women of Wongo
- Réalisation : James L. Wolcott
- Scénario : Cedric Rutherford
- Photographie : Harry Walsh
- Montage : David J. Cazalet
- Pays de production : États-Unis
- Format : 1,66:1 - Mono
- Genre : aventure
- Durée : 72 minutes
- Date de sortie : 1958

## Distribution
- Jean Hawkshaw : Omoo
- Mary Ann Webb : Mona
- Candé Gerrard : Ahtee
- Adrienne Bourbeau : Wana
- Marie Goodhart
- Michelle Lamaack
- Joyce Nizzari
- Pat Crowley